# Bladenboro
Bladenboro és una població dels Estats Units a l'estat de Carolina del Nord. Segons el cens del 2000 tenia 1.718 habitants.

## Demografia
Segons el cens del 2000, Bladenboro tenia 1.718 habitants, 762 habitatges i 471 famílies. La densitat de població era de 304,3 habitants per km².
Dels 762 habitatges en un 26,1% hi vivien nens de menys de 18 anys, en un 42,8% hi vivien parelles casades, en un 15% dones solteres, i en un 38,1% no eren unitats familiars. En el 36% dels habitatges hi vivien persones soles el 18,1% de les quals corresponia a persones de 65 anys o més que vivien soles. El nombre mitjà de persones vivint en cada habitatge era de 2,19 i el nombre mitjà de persones que vivien en cada família era de 2,83.
Per edats la població es repartia de la següent manera: un 22,8% tenia menys de 18 anys, un 6,5% entre 18 i 24, un 24,9% entre 25 i 44, un 25,3% de 45 a 60 i un 20,4% 65 anys o més.
L'edat mediana era de 42 anys. Per cada 100 dones de 18 o més anys hi havia 78 homes.
La renda mediana per habitatge era de 19.300 $ i la renda mediana per família de 30.900 $. Els homes tenien una renda mediana de 28.438 $ mentre que les dones 21.154 $. La renda per capita de la població era de 15.102 $. Entorn del 23,2% de les famílies i el 30% de la població estaven per davall del llindar de pobresa.

## Poblacions més properes
El següent diagrama mostra les poblacions més properes.